# Sphecozone ignigena
Sphecozone ignigena là một loài nhện trong họ Linyphiidae.
Loài này thuộc chi Sphecozone. Sphecozone ignigena được Eugen von Keyserling miêu tả năm 1886.